# Roelof
Roelof ist eine niederländische Form des männlichen Vornamens Rudolf. Häufig vorkommende Verkleinerungsformen des Namens sind Roel und Ruud.

## Namensträger
- Roelof Frederik „Pik“ Botha (1932–2018), südafrikanischer Politiker
- Roelof Dednam (* 1985), südafrikanischer Badmintonspieler
- Roelof Frankot (1911–1984), niederländischer Künstler
- Roelof Houwink (1897–1988), niederländischer Polymerwissenschaftler
- Roelof de Jong Posthumus (1914–1985), deutscher Schriftsteller
- Roelof Klein (1877–1960), niederländischer Ruderer
- Roelof Kruisinga (1922–2012), niederländischer Arzt und Politiker
- Roelof van Lennep (1876–1951), niederländischer Tennisspieler
- Roelof Luynenburg (1945–2023), niederländischer Ruderer
- Roelof van der Merwe (* 1984), südafrikanischer Cricketspieler
- Roelof Nelissen (1931–2019), niederländischer Bankmanager und Politiker
- Roelof Oberman (1910–1989), niederländischer Hochschullehrer, Erfinder, Kryptologe und Sachbuchautor
- Roelof Theodorus Overakker (1890–1945), niederländischer Generalmajor
- Roelof Wunderink (* 1948), niederländischer Automobilrennfahrer

Zwischenname
- Pieter Roelof Bos (1847–1902), niederländischer Kartograf
- Willem Roelof Oege Goslings (1907–1985), niederländischer Mediziner
- Simon Roelof Slings (1945–2004), niederländischer Gräzist